# Whenever You Need Somebody
A Whenever You Need Somebody Rick Astley első albuma, mely 1987-ben jelent meg az RCA kiadónál. A lemezből összesen 15.200.000 példány fogyott világszerte. Az album a 136. legkelendőbb Spanyolországban, és a lemezeladási listán a 7. helyen végzett 1987-ben az Egyesült Királyságban.
Az albumot 2010-ben újra kiadták és remixeket is tartalmaz.
Astley-t, a Legjobb Új Előadó kategóriában jelölték a 31. Grammy díjkiosztón.

## Megjelenések
CD  Európa RCA – PD 71529

Minden dalt Mike Stock, Matt Aitken, Pete Waterman (PWL) írt, és szerzett.
1. "Never Gonna Give You Up" 3:36
2. "Whenever You Need Somebody" 3:52
3. "Together Forever" 3:24
4. "It Would Take a Strong Strong Man" 3:39
5. "The Love Has Gone" (Astley, Spatsley) 4:20
6. "Don't Say Goodbye" 4:02
7. "Slipping Away" (Astley) 3:52
8. "No More Looking for Love" (Astley) 3:15
9. "You Move Me" (Astley) 3:40
10. " When I Fall in Love"/"My Arms Keep Missing You " (Heyman, Young) 2:59

Bónusz dalok
1. When You Gonna (7" Mix) 3:32 Remix – Phil Harding közreműködik Lisa
2. Just Good Friends	3:47
3. I'll Never Set You Free	3:27
4. When You Gonna (Extended Mix) 7:34 Remix – Phil Harding közreműködik Lisa
5. Never Gonna Give You Up (Cake Mix) 5:49 Remix – Pete Hammond
6. Whenever You Need Somebody (Lonely Hearts Mix) 7:35 Remix – Pete Hammond
7. Together Forever (Lover's Leap Extended Remix) 7:05 Remix – Pete Hammond

The Remixes
1. Whenever You Need Somebody (7" Mix) 3:29 Remix – Pete Hammond
2. Together Forever (Lover's Leap Remix) 3:23 Remix – Pete Hammond
3. When You Gonna (The Borough Anarchy Mix) 7:54 Mixed By – The Extra Beat Boysközreműködik Lisa
4. Never Gonna Give You Up (Escape From Newton Mix) 6:26 Mixed By – Pete Hammond
5. Whenever You Need Somebody (Rick Sets It Off Mix) 7:55 Remix – Pete Hammond, The Funky Sisters
6. Together Forever (House Of Love Mix) 6:57 Remix – Pete Hammond
7. It Would Take A Strong Strong Man (Matt's Jazzy Guitar Mix) 7:48 Remix – Pete Hammond
8. When You Gonna (Home Boy Mix) 5:59 Remix – Phil Hardingközreműködik Lisa
9. Never Gonna Give You Up (Escape To New York Mix) 7:03 Remix – The Extra Beat Boys
10. Whenever You Need Somebody (XK 150 Mix) 4:39 Remix – Pete Hammond
11. When You Gonna (Bonus Beats Mix) 4:47  Remix – Phil Harding közreműködik Lisa
12. Never Gonna Give You Up (Instrumental) 6:18
13. Whenever You Need Somebody (Instrumental)	3:52
14. It Would Take A Strong Strong Man (Instrumental)	3:32

## Slágerlista
| Slágerlista (1987–1988)                 | Legmagasabb helyezések |
| --------------------------------------- | ---------------------- |
| Ausztrália Kent Music Report            | 1                      |
| Ausztria Ö3 Austria                     | 3                      |
| Kanada RPM                              | 3                      |
| Hollandia Megacharts                    | 2                      |
| Európa Music & Media                    | 1                      |
| Franciaország SNEP                      | 5                      |
| Új-Zéland RMNZ                          | 3                      |
| Norvégia VG-lista                       | 4                      |
| Svédország Sverigetopplistan            | 2                      |
| Svájc Schweizer Hitparade               | 2                      |
| Egyesült Királyság OCC                  | 1                      |
| Amerikai Egyesült Államok Billboard 200 | 10                     |

## Év végi összegzések
| Év végi slágerlista (1987)                | Pozíció |
| ----------------------------------------- | ------- |
| Egyesült Királyság (OCC)                  | 7       |
| Év végi slágerlista (1988)                | Pozíció |
| Ausztrália (ARIA)                         | 4       |
| Ausztria (Ö3 Austria)                     | 10      |
| Hollandia (MegaCharts)                    | 74      |
| Németország (Offizielle Top 100)          | 7       |
| Svájc (Schweizer Hitparade)               | 30      |
| Amerikai Egyesült Államok (Billboard 200) | 15      |

## Eladások
| Ország                           | Minősítés  | Eladás    |
| -------------------------------- | ---------- | --------- |
| Kanada (Music Canada)            | 4× Platina | 400,000   |
| Németország (BVMI)               | Platina    | 500,000   |
| Svájc (IFPI)                     | Platina    | 50,000    |
| Egyesült Királyság (BPI)         | 4x Platina | 1,200,000 |
| Amerikai Egyesült Államok (RIAA) | Arany      | 2,000,000 |
| Hongkong (IFPI Hong Kong)        | Platina    | 20,000    |
| Spanyolország (PROMUSICAE)       | 3x Platina | 300,000   |
| Finnország (Musiikkituottajat)   | Arany      | 25,253    |
| Ausztrália (ARIA)                | 3x Platina | 210,000   |
| Új-Zéland (RMNZ)                 | Platina    | 15,000    |
| Franciaország (SNEP)             | 2x Arany   | 296,300   |
| Svédország (GLF)                 | Arany      | 50,000    |